# Степной пожар
Степной пожар — стихийное, неконтролируемое распространение огня по растительному покрову степей. По механизму распространения огня схож с низовым лесным пожаром, но скорость распространения степного пожара выше, что обусловлено рядом факторов, а именно большей горючестью сухих степных трав и большей скоростью приземного ветра в степи. Наносит урон естественной среде (растительному покрову и животному миру), может представлять опасность для людей и объектов экономики, хотя и в меньшей степени, чем лесной пожар.
В связи со значительно меньшей мощностью слоя горящей массы и принципиальной невозможностью перехода пожара в верховой, а также в связи с высокой проходимостью степей для пожарных автомобилей и другой спецтехники, тушение степных пожаров сопряжено с меньшими трудностями, чем тушение низового лесного пожара. Наиболее эффективной мерой предотвращения распространения степного пожара является создание минерализованных полос. В связи с тем, что при степном пожаре слой растительности сгорает полностью — возможность повторного возгорания уже выгоревших участков полностью исключена, необходимости окарауливания всей площади пройденной пожаром нет. Поэтому окарауливание проводят только вдоль границы пожара.
Степные пожары способствуют ветровой эрозии степных почв, а также деградации травяного покрова. Выгоревшие участки быстро зарастают сорными растениями: полынью, ковылем, бурьяном. Основной причиной степных пожаров являются антропогенные факторы, в том числе пал травы. Молнии и другие естественные факторы сравнительно редко являются причиной степных пожаров. 
Степные пожары характерны для весны, когда прошлогодняя трава высыхает после схода снега, а также конца лета и осени. В период интенсивной вегетации степные пожары практически не возникают.
Наиболее мощные степные пожары ежегодно происходят в Австралии и в Южной Америке. В России степные пожары характерны для южных степных районов Поволжья, Урала, Сибири. Наиболее катастрофические из них произошли в апреле 2015 в Сибирском федеральном округе на территории Хакасии, Бурятии, Забайкальского края. Тогда из за неконтролируемого распространения палов травы по степям в условиях сильного ветра было множество пожаров в населенных пунктах, самый крупный из которых почти полностью уничтожил село Шира.